# ريتشارد والدن
ريتشارد والدن (بالإنجليزية: Richard Walden)‏ (4 مايو 1948 في المملكة المتحدة - 17 نوفمبر 2009 في المملكة المتحدة) هو مدرب كرة قدم ولاعب كرة قدم بريطاني في مركز الدفاع. لعب مع شيفيلد وينزداي ونيوبورت كونتي ونادي ألدرشوت.

## وصلات خارجية
- ريتشارد والدن على موقع قاعدة بيانات كرة القدم.إي يو (الإنجليزية)